# Hydropsyche kazdagensis
Hydropsyche kazdagensis là một loài Trichoptera trong họ Hydropsychidae. Chúng phân bố ở miền Cổ bắc.